# Orientierungsverhalten
Als Orientierungsverhalten werden in der Verhaltensbiologie all jene Mechanismen zusammengefasst, mit deren Hilfe sich Tiere mit ihrer Umwelt auseinandersetzen. Hierzu gehören insbesondere:
- die Reflexe als einfachste Form der Reaktion auf einen Reiz
- die Kinese als Antwortreaktion eines Tieres proportional zur Reizintensität sowie die Orthokinese, bei der eine Beziehung zwischen der Geschwindigkeit der Bewegung und der Reizintensität besteht
- die Taxien als Sammelbezeichnung für unterschiedlichste Ursachen einer Ausrichtung zu einem Reiz hin oder von einem Reiz weg (zum Beispiel: Phototaxis, Tropotaxis, Klinotaxis)
- die Bodennavigation (Kursorientierung) mit Hilfe sichtbarer Landmarken (Schifffahrtszeichen)
- die Fähigkeit, ohne Landmarken eine bestimmte Richtung zu halten, also per Magnetsinn oder durch astronomische Navigation: anhand bestimmter Navigationssterne oder des Sonnenstandes (siehe auch Sonnenkompass; evtl. unterstützt durch UV-Licht-Erkennung bei trüber Witterung)
- die Nutzung von Luftdruck und Luftdruckschwankungen (Ultraschall, Infraschall)
- das Riechvermögen (Pheromone)
- die Nutzung spezieller Eigenschaften des Lichts (z. B. polarisiertes Licht) zur Erkennung eines Polarisationsmusters (siehe auch Sonnenstein (Wikinger)#Erkennung des Polarisationsmusters durch Polarisationsfilter)
- die Helligkeit und das Auftriebsverhalten zur Wahrnehmung der Tauchtiefe
- die elektrische Orientierung